# Phlomis brevilabris
Phlomis brevilabris là một loài thực vật có hoa trong họ Hoa môi. Loài này được Ehrenb. ex Boiss. miêu tả khoa học đầu tiên năm 1879.

## Hình ảnh

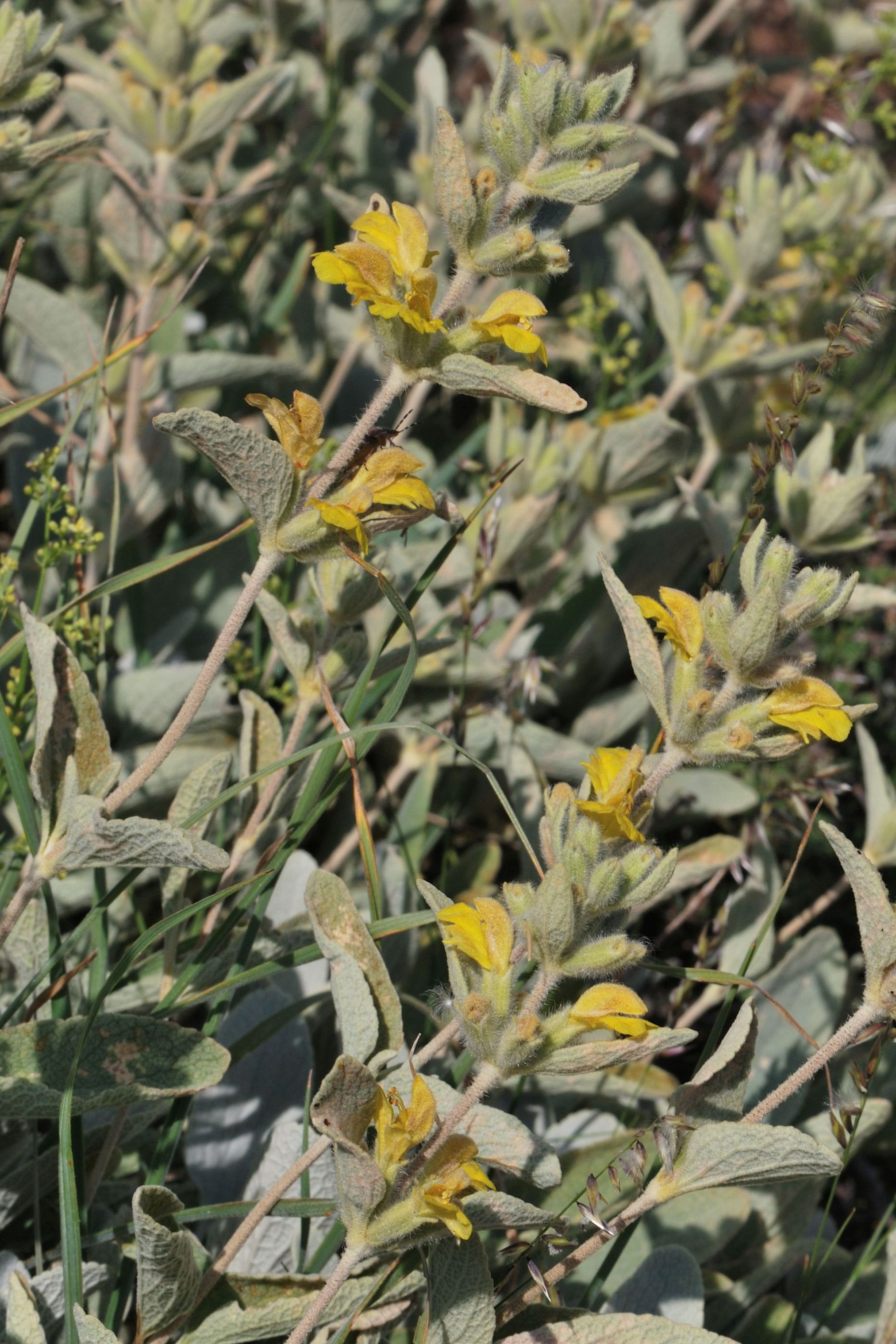
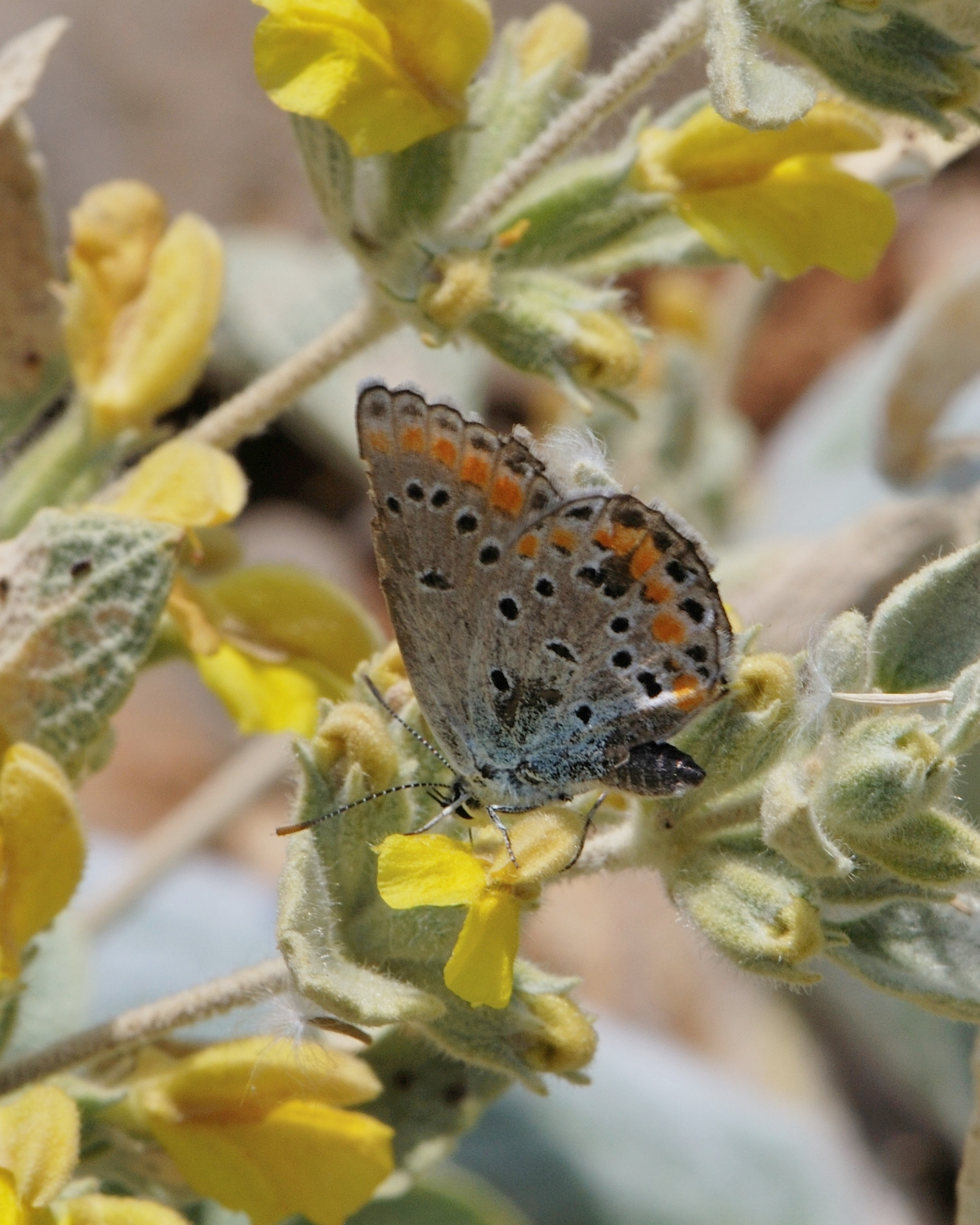